# Wola Czarnyska
Wola Czarnyska – wieś w Polsce położona w województwie łódzkim, w powiecie łaskim, w gminie Wodzierady.
Przez wieś przebiega droga asfaltowa do wsi Piorunówek. Miejscowość położona jest na Wysoczyźnie Łaskiej.

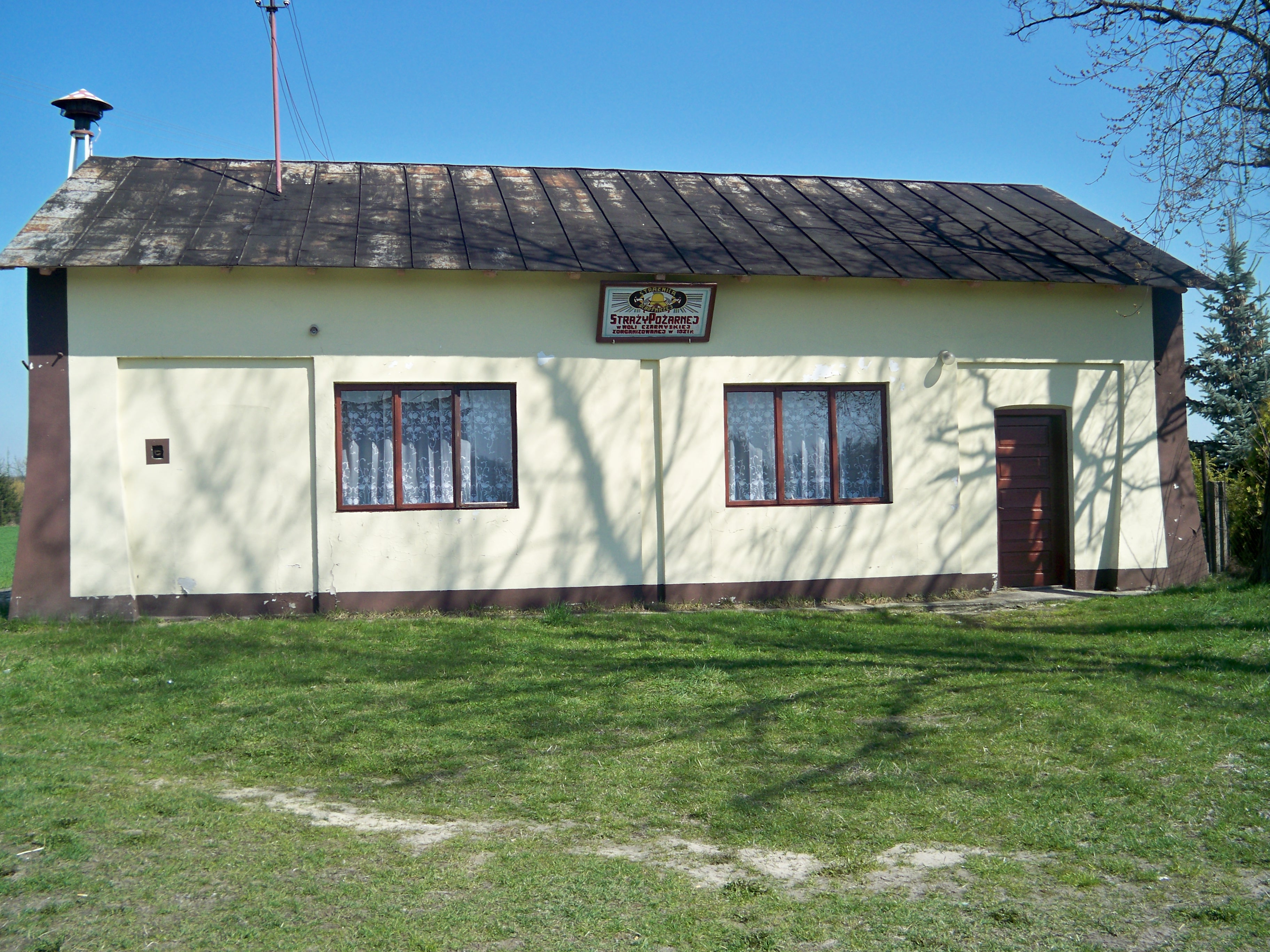
Osp Wola Czarnyska

W latach 1975–1998 miejscowość administracyjnie należała do województwa sieradzkiego.